# Ayisha Osori
Ayisha Osori là một luật sư, tác giả, nhà tư vấn phát triển quốc tế, nhà báo và chính trị gia người Nigeria, được biết đến là một lãnh đạo tốt, người tham gia trong các hoạt động bình đẳng giới, phụ nữ tham gia kinh tế và chính trị và chấm dứt bạo lực đối với phụ nữ ở Nigeria. Cuốn sách Love Does Not Win Elections của bà đã mang đến cái nhìn sâu sắc về Chính trị Unique Nigeria. Bà cũng là cựu Giám đốc điều hành Quỹ Women’s Trust Fund Nigeria. Olufunke Baruwa là người kế nhiệm cô.

## Giáo dục
Ayisha Osori học Luật tại Đại học Lagos và Trường Luật Harvard. Cô có bằng Thạc sĩ Quản trị Công tại Trường Harvard Kennedy School of Government. Cô được mời đến Bars Bars Nigeria và New York lần lượt vào năm 1998 và 2000.
Năm 2013, với tư cách là thành viên Eisenhower, cô được mời sang Mỹ và trải qua bảy tuần gặp gỡ các tổ chức quan trọng và chủ tịch của Hiệp hội Eisenhower, Colin Powell.

## Sự nghiệp
Ayisha đã làm việc cho một số dự án trong Khu vực công và tư nhân gồm thực hành quy định và quản lý doanh nghiệp, quản trị và điều hành kinh doanh, truyền thông, quản lý xã hội dân sự, quản lý dự án và vận động trên các vấn đề. Ngoài việc nắm giữ vai trò quản lý cấp cao trong các lĩnh vực tư nhân và quản lý Quỹ Women Trust Fund Nigerian Lưu trữ ngày 12 tháng 11 năm 2020 tại Wayback Machine - Một tổ chức phi lợi nhuận tập trung vào việc tăng giá trị và số lượng phụ nữ trong việc đưa ra quyết định, trong ba năm, Ayisha đã tư vấn cho Ngân hàng Thế giới, Chương trình Phát triển Liên Hợp Quốc, Bộ Phát triển Quốc tế, UNICEF và Viện Dân chủ Quốc gia.
Năm 2015, bà được chọn là một trong 21 phụ nữ gặp gỡ hội nghị tại Đại học Harvard University Kennedy School được tài trợ bởi Hunt Altern Altern. Nhóm bao gồm Fauzia Nasreen từ Pakistan, Judy Thongori từ Kenya và Olufunke Baruwa, Esther Ibanga và Hafsat Abiola cũng từ Nigeria. Một nhà bình luận sắc sảo về các vấn đề cộng đồng, từ quản trị đến các giá trị và nhân quyền và chính sách công, Ayisha duy trì cột tin hàng tuần trong vòng bảy năm trên tờ báo ThisDay và Leadership và là một nhà bình luận truyền thông thường xuyên trên đài phát thanh và truyền hình. Bà cũng góp mặt trong hội đồng quản trị của nhiều tổ chức trong khu vực công và tư nhân.
Năm 2018, Tổ chức Xã hội Open Society Foundations đã công bố bổ nhiệm Osori làm Giám đốc điều hành Sáng kiến Xã hội mở cho Tây Phi (OSIWA) giám sát các hoạt động của OSIWA tại 10 quốc gia châu Phi: Bénin, Bờ biển Ngà, Ghana, Guinea, Liberia, Mali, Niger, Nigeria, Sierra Leone và Sénégal.